# Nona Gaprindasjvili
Nona Terentievna Gaprindasjvili, ook wel Gaprindashvili, (Georgisch: ნონა გაფრინდაშვილი; Zoegdidi, 3 mei 1941) is een Georgische schaakgrootmeester. Ze staat bekend om haar aanvallende speelstijl en was 16 jaar lang wereldkampioen schaken bij de vrouwen. In 1978 werd Gaprindasjvili de eerste vrouwelijke schaakgrootmeester in de geschiedenis. In 2013 werd ze opgenomen in de World Chess Hall of Fame en in 2015 ontving ze de Presidential Order of Excellence, een nationale onderscheiding toegekend door de president van Georgië.
Gaprindasjvili begon op 5-jarige leeftijd met schaken. Ze verhuisde in 1954 naar Tbilisi om daar te trainen onder grootmeesters. In 1962 versloeg ze Jelizaveta Bykova tijdens het Wereldkampioenschap schaken voor vrouwen en won ze de titel. Deze overwinning leverde haar grote bekendheid op en maakte haar tot een symbool van regionale trots in Georgië. Daaropvolgend verdedigde Gaprindasjvili haar titel achtereenvolgend vier keer met succes: drie keer tegen Alla Koesjnir en één keer tegen Nana Aleksandria. Tot op heden is ze actief in het competitieve schaak.
Naast haar schaakcarrière is ze een activist en politiek betrokken: zo was ze meerdere keren lid van het parlement van de Georgische SSR, en was ze lid van de organisatiegroep die in 2011 een reeks van antiregeringsprotesten coördineerde. Daarnaast was ze voorzitter van het Olympisch Comité van Georgië van 1989 tot 1996.

## Biografie
Gaprindasjvili groeide op in Zoegdidi, in de toenmalige Georgische Socialistische Sovjetrepubliek. Ze was het jongste kind in een gezin met vijf oudere broers. Op 5-jarige leeftijd leerde haar vader haar schaken. Ze bleek een talentvolle en competitieve schaker te zijn, en speelde vaak partijen tegen haar broers. Toen ze 12 jaar oud was, viel ze op het laatste moment in voor haar broer tijdens een schaakkampioenschap. Tijdens dit toernooi werd haar talent opgemerkt door de schaaktrainer Vakhtang Karseladze. Hij moedigde haar ouders aan om naar de Georgische hoofdstad Tbilisi te verhuizen zodat ze onder begeleiding van ervaren coaches kon trainen. Eenmaal in Tbilisi woonde Gaprindasjvili bij haar tante, en kreeg ze training van verscheidene coaches, waaronder grootmeester Gennadi Zaichik.
Tijdens haar vroege schaakcarrière studeerde ze Engels aan de Moscow Institute of Foreign Languages. Tot en met de onafhankelijkheid van Georgië in 1991 speelde Gaprindasjvili schaak onder de vlag van de Sovjet-Unie.
Gaprindasjvili was meerdere malen lid van het Georgische parlement tijdens de Sovjetperiode, en was van 1989 tot 1996 voorzitter van het Georgisch Olympisch Comité. Ze was actief betrokken bij politieke protesten, onder meer bij de People’s Assembly die in 2011 antiregeringsprotesten organiseerde tegen de president Michail Saakasjvili. Daarnaast zette ze zich in voor eerlijkheid in sport en sprak ze zich uit tegen corruptie en doping, wat uiteindelijk leidde tot haar vertrek als voorzitter van het Olympisch Comité.
In september 2021 spande Gaprindasjvili een rechtszaak aan tegen Netflix wegens laster, inbreuk op privacy en smaad, met een schadeclaim van vijf miljoen dollar. De aanleiding van de rechtszaak was haar representatie in de Netflix serie The Queen's Gambit; Gaprindasjvili stelt dat zij onjuist gereduceerd werd tot een Russische schaker die nooit tegen mannen had gespeeld. In werkelijkheid is ze Georgisch en speelde Gaprindasjvili in 1968, het jaartal waarin de desbetreffende aflevering zich afspeelt, alleen al tegen minstens 59 mannelijke tegenstanders, waarvan 10 grootmeesters waren. In september 2022 bereikten partijen een schikking onder niet-openbaar gemaakte voorwaarden.

## Loopbaan

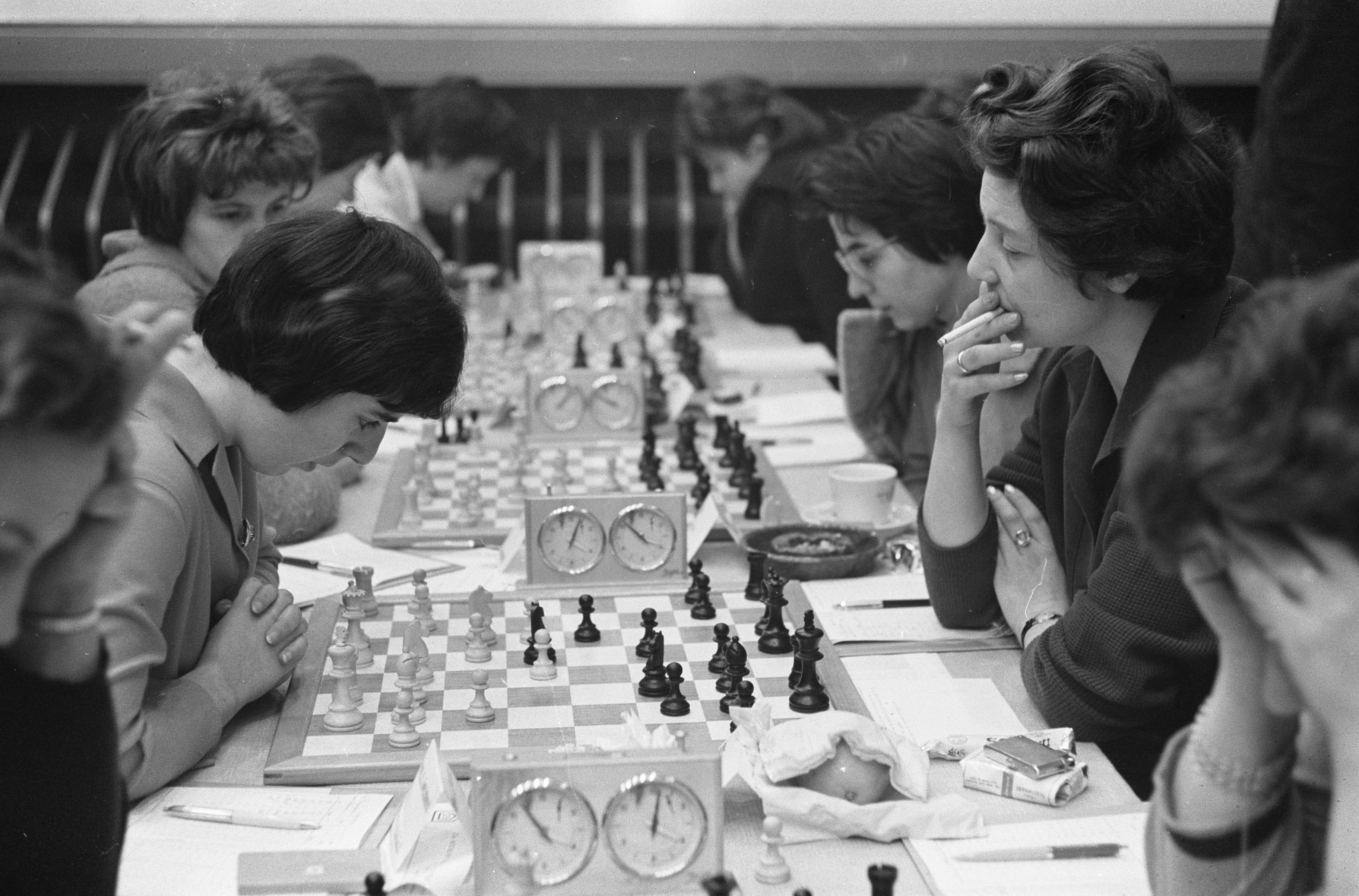
Gaprindasjvili (links) tijdens het Hoogovenstoernooi 1963

In 1956 won Gaprindasjvili op 14-jarige leeftijd de halve finale van het vrouwenkampioenschap van de Sovjet-Unie. In 1961 won ze het kandidatentoernooi voor vrouwen dat werd gehouden in Vrnjačka Banja, in het voormalige Joegoslavië. Met deze overwinning kwalificeerde Gaprindasjvili zich om een jaar later de zittende wereldkampioen, de Russische Jelizaveta Bykova, uit te dagen.
In 1962 nam ze met een overwinning van 9 - 2 de titel van Bykova over. Ze verdedigde de titel drie maal met succes tegen Alla Koesjnir: in 1965 won ze met 8½-4½, in 1969 met 8½-4½ en in 1971 met 8½-7½. In 1975 was Nana Aleksandria de uitdager, Gaprindasjvili won met 8½-3½. In 1978 verloor ze (met 6½-8½) haar titel aan de Georgische Maia Tsjiboerdanidze.
Gaprindasjvili was de eerste vrouw sinds Vera Menchik die op hoog niveau concurreerde met mannelijke schakers. Ze won onder andere de B-Groep van Hastings in 1963 en de B-Groep van het Hoogoventoernooi in 1987. Tijdens het Lone Pine Internationaaltoernooi van 1977 behaalde Gaprindasjvili als eerste vrouw ooit een grootmeesternorm. Ze behaalde een toernooiprestatierating van 2647, de hoogste onder alle deelnemers, en een score van 6½ uit 9 partijen. Hiermee eindigde ze op de gedeelde eerste plaats, samen met Joeri Balasjov, Óscar Panno en Dragutin Sahović.

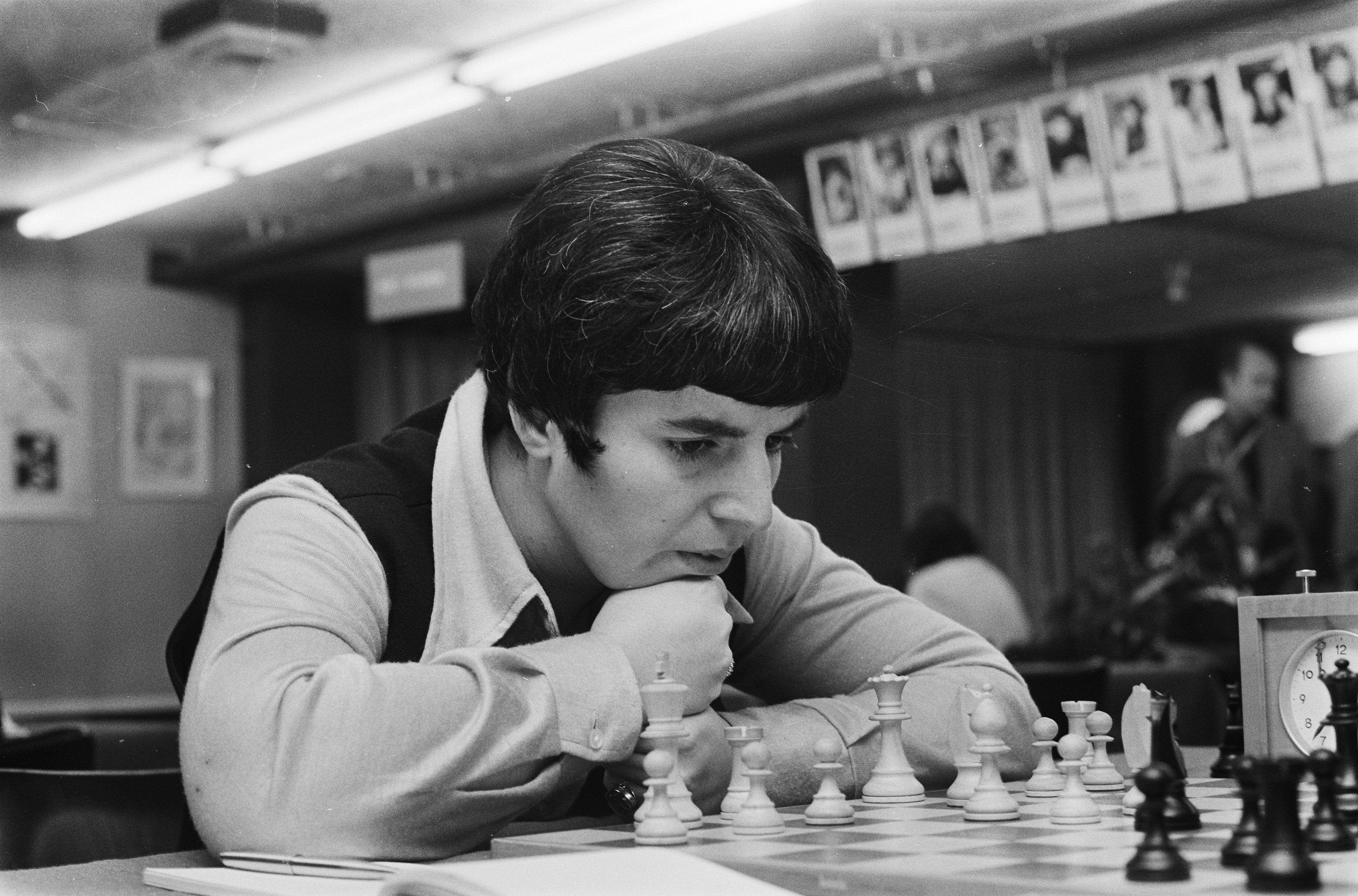
Nona Gaprindasjvili,
Hoogovenstoernooi 1975

Tijdens het 1978 FIDE-congres gehouden in Buenos Aires, besloot de Internationale Schaakfederatie (FIDE) Gaprindasjvili de grootmeester toe te kennen. Dit besluit was op basis van haar prestatie in Lone Pine, haar algemeen hoge speelsterkte en haar zestienjarige regeerperiode als wereldkampioen bij de vrouwen. Hiermee werd afgeweken van de gebruikelijke eis om drie normen te behalen voor het verkrijgen van de titel. Dergelijke directe titeltoekenning kwamen destijds vaker voor.
In 1990 en 1991 eindigde zij als eerste in de Interzonetoernooien in Maleisië en Subotica (Joegoslavië). Gaprindasjvili speelde meer dan vijf maal mee in de Schaakolympiade voor Georgië. In 2005 won ze op 64-jarige leeftijd het BDO schaaktoernooi in Haarlem, met 6.5 punten uit 10 partijen.
Gaprindasjvili heeft in totaal acht keer de senior schaakkampioenschappen bij de vrouwen gewonnen: in 1995, 2009, 2014, 2015, 2016, 2018, 2019 en 2022.

## Trivia
- Gaprindasjvili is een groot voetbalfan en een supporter van FC Dinamo Tbilisi en FC Barcelona.[7]